# Tomás Carlovich
Tomás Felipe Carlovich, mais conhecido como El Trinche Carlovich (Rosário, 19 de abril de 1946 - Rosário, 8 de maio de 2020), foi um futebolista argentino, considerado por muitos, entre os quais José Pekerman, César Luis Menotti, Carlos Timoteo Griguol e Diego Maradona como um dos melhores futebolistas argentinos da história. Em 1994, Maradona o presenteou com uma camisa com a frase: “Trinche, você foi melhor que eu”.
A prestigiosa revista de esportes El Gráfico o descreveu assim: «Tinha seu estilo: era um meia central elegante, virtuoso e um tanto desdenhoso. Andava devagar, mas com raciocínio inversamente proporcional à sua caminhada. Carlovich é algo como o expoente máximo do arco lírico do futebol argentino». Por ter jogado a maior parte de sua carreira em categorias inferiores do futebol argentino (ele abriu mão da fama e primeira divisão para seguir jogando com os amigos), o GloboEsporte.com o definiu como "O melhor jogador argentino que o mundo não viu".

## Clubes
| Equipe                                             | Divisão                  | Temporada  |
| -------------------------------------------------- | ------------------------ | ---------- |
| Rosario Central                                    | Primera División         | 1969-1970  |
| Flandria                                           | Primera B                | 1971       |
| Central Córdoba                                    | Primera C                | 1972-1973  |
| Central Córdoba                                    | Primera B                | 1974       |
| Independiente Rivadavia                            | Liga Mendocina de Fútbol | 1976       |
| Colón de Santa Fe                                  | Primera División         | 1977       |
| Central Córdoba                                    | Primera C                | 1978       |
| Deportivo Maipú                                    | Liga Mendocina de Fútbol | 1978-1979  |
| Andes Talleres Sport Club                          | Liga Mendocina de Fútbol | 1979       |
| Central Córdoba                                    | Primera C                | 1980-1982  |
| Central Córdoba                                    | Primera B                | 1983; 1986 |
| Club Atlético Newell´s Old Boys de Cañada de Gómez | Liga Cañadense de Fútbol | 1985       |

## Carreira
Ele iniciou sua carreira aos 14 anos, ingressando nas categorias de base do Rosario Central. Estreou pelo clube em 1969, com 20 anos. Apesar da técnica inquestionável, teve sua trajetória no clube prejudicada pela falta de empenho nos treinos. Carlovich só queria jogar, mas não parecia muito disposto a enfrentar a forte carga de exercícios físicos e cobranças dos treinadores.
Depois de uma breve passagem pelo Flandria em 1972, chegou ao clube no qual se converteu em ídolo, o Central Córdoba.

### Central Córdoba
No Central Córdoba ele conseguiu o título e a promoção para a Primera B em 1973. No dia de sua estréia, ele marcou dois gols.
Foi no Central Córdoba que sua lenda cresceu. Mesmo jogando em campos minúsculos em partidas que nem sequer eram filmadas, Carlovich passou a virar assunto nas rodas de discussões.

#### A Partida de 1974 contra a Seleção Argentina
Foi neste clube que fez sua partida mais emblemática. Na preparação da Seleção Argentina para a Copa do Mundo de 1974, o selecionado argentino decidiu disputar uma partida amistosa com uma equipe de jogadores dos clubes de Rosário: cinco no Rosario Central, cinco no Newell's Old Boys e Carlovich. Esse time era um grupo notável, composto por nomes como aqueles que estrelaram a "era dourada" do futebol rosarino e que até hoje são lembrados como os melhores: Mario Alberto Kempes, Mario Zanabria, Carlos Aimar e Daniel Killer. Mesmo com eles em campo, foi Carlovich quem se destacou.
O time de Rosário deu uma lição à Seleção Nacional da Argentina e, no final do primeiro tempo, vencia por 3 a 0 na quadra do Old Boys Independence Park de Newell. Tal era o domínio local que, no intervalo, o técnico da Seleção, Vladislao Cap, pediu à equipe de Rosario que removesse Carlovich da partida. O "Trinche" jogou o jogo da sua vida e o resultado final foi 3 x 1.
Sobre o jogo, em 2018 Ubaldo Fillol deu a seguinte declaração: «(...) enfrentamos um time de jogadores de Rosário em Rosário, onde Carlovich se destacou. Que baile eles nos deram naquela noite e como aquele cara jogou! Um talento que hoje seria comparável a Fernando Redondo ou a Cambiasso, ou talvez a Roberto Telch. Ele possuía a magia que distingue esses três jogadores.»

#### A Caneta dupla no jogo contra o Talleres de Remedios de Escalada
Há também um caso ocorrido durante uma partida entre Central Córdoba e Talleres de Remedios de Escalada, quando um torcedor incentivou Carlovich a dar uma Caneta dupla no adversário, movendo a bola primeiro para a frente e depois para trás. Este pedido foi imediatamente atendido por "El Trinche", causando uma enorme ovação de seus fãs na arquibancada. Essa Caneta seria repetida muitas vezes por Carlovich durante sua carreira.

### Últimos Clubes
Passou ainda pelo Colón de Santa Fe e pelo Deportivo Maipu de Mendoza.

## Morte
Em 6 de maio de 2020, Carlovich foi agredido e espancado por um jovem que roubou sua bicicleta. Carlovich caiu e bateu a cabeça no chão e morreu dois dias depois, aos 74 anos.
Um homem de 32 anos foi preso pela polícia como suposto autor do ataque a Carlovich.

## Reconhecimento
Carlovich é considerado um dos melhores jogadores de futebol argentino de todos os tempos. José Pekerman o escolheu como o melhor meio-campista central que ele já viu. César Luis Menotti chegou a afirmar que: "Carlovich é uma daquelas crianças cujo brinquedo único é uma bola desde que nasceram. Observá-lo jogando futebol foi impressionante". Mas as palavras mais significativas em reconhecimento a Carlovich provavelmente foram ditas por aquele que é considerado o melhor jogador de futebol argentino de todos os tempos, Diego Maradona: ao chegar ao Newell's Old Boys e depois de ser definido por um jornalista como "o melhor jogador de futebol argentino", Diego respondeu para ele: "O melhor jogador de futebol argentino jogava em Rosário, e seu nome é Carlovich".
Em 2011, o programa Informe Robinson do canal espanhol Canal Plus realizou um programa especial sobre sua figura.

## Títulos

### Campeonatos nacionais
| Título             | Clube           | Ano  |
| ------------------ | --------------- | ---- |
| Primera División C | Central Córdoba | 1973 |
| Primera División C | Central Córdoba | 1982 |

### Campeonatos regionais
| Título                      | Clube                   | Ano  |
| --------------------------- | ----------------------- | ---- |
| Primera A de Liga Mendocina | Independiente Rivadavia | 1976 |